# Parc Nacional de Dakhla
El Parc nacional de Dakhla (amazic estàndard marroquí: ⴰⴼⵔⴰⴳ ⴰⵏⴰⵎⵓⵔ ⵏ ⵅⵏⵉⴼⵉⵙ, afrag anamur n Xnifis) és un parc nacional situat a la part meridional del Sàhara Occidental ocupada per Marroc i que fou creat en 2014. Té una superfície de 14.160 km².
La badia d'Ad-Dakhla, situada dins del parc, és reconeguda com a lloc Ramsar des de 2005.
El parc és un refugi per la gasela de Mhorr.